# Цимбали

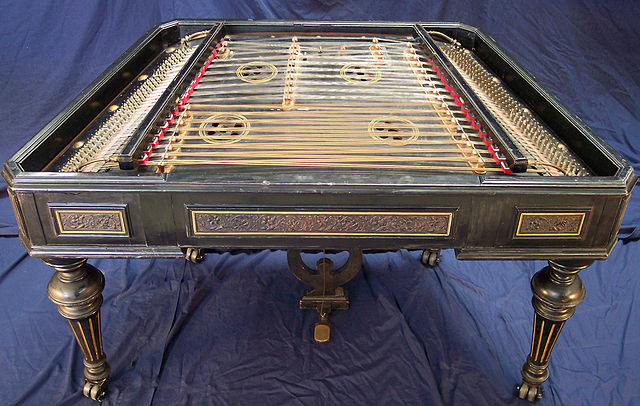
Угорські цимбали

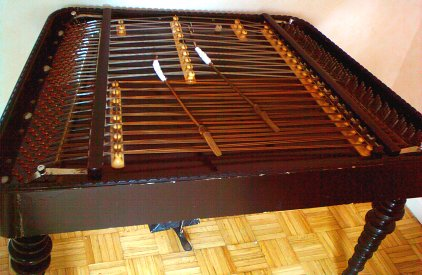
Румунські цимбали

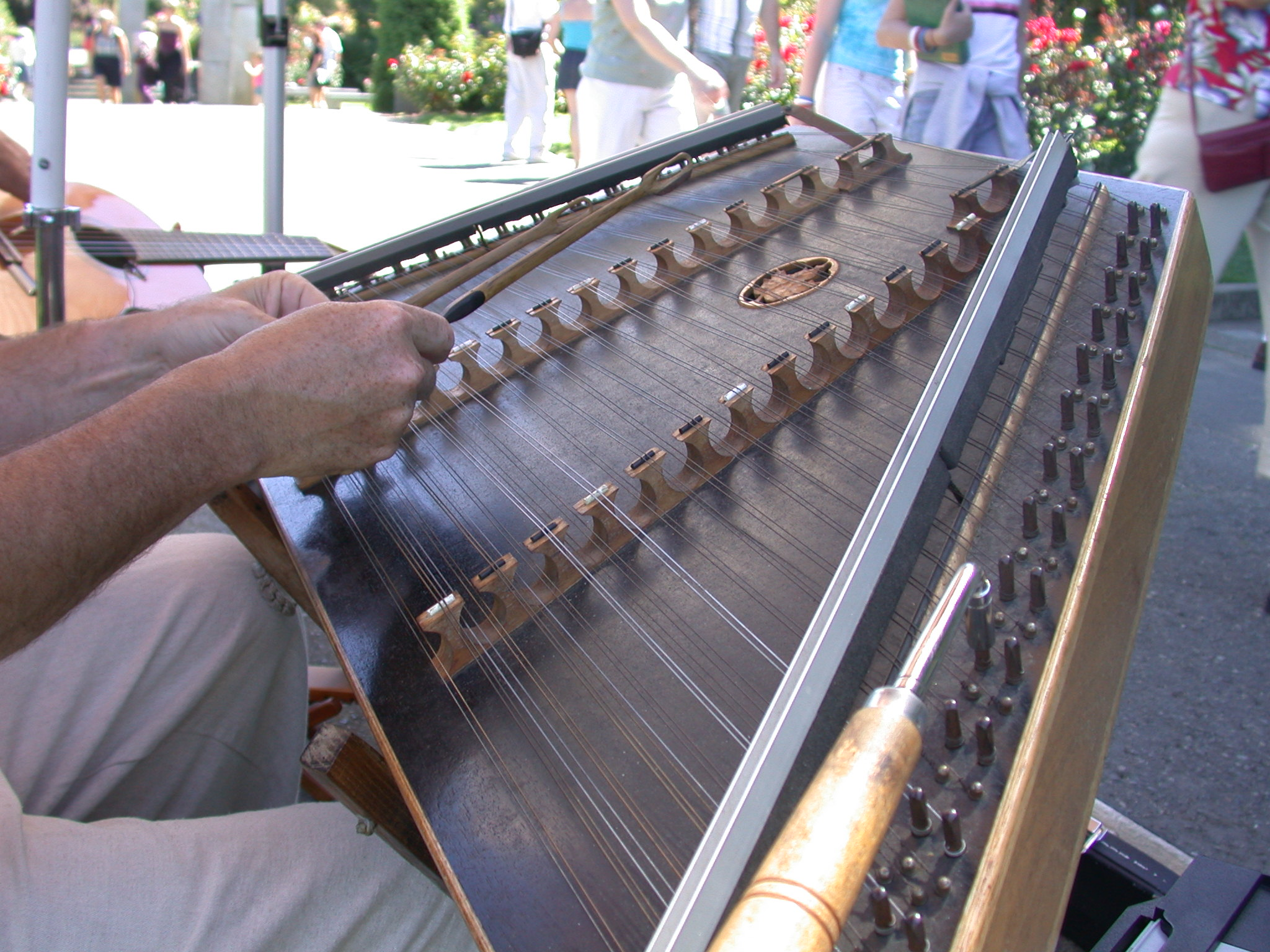
Польські цимбали

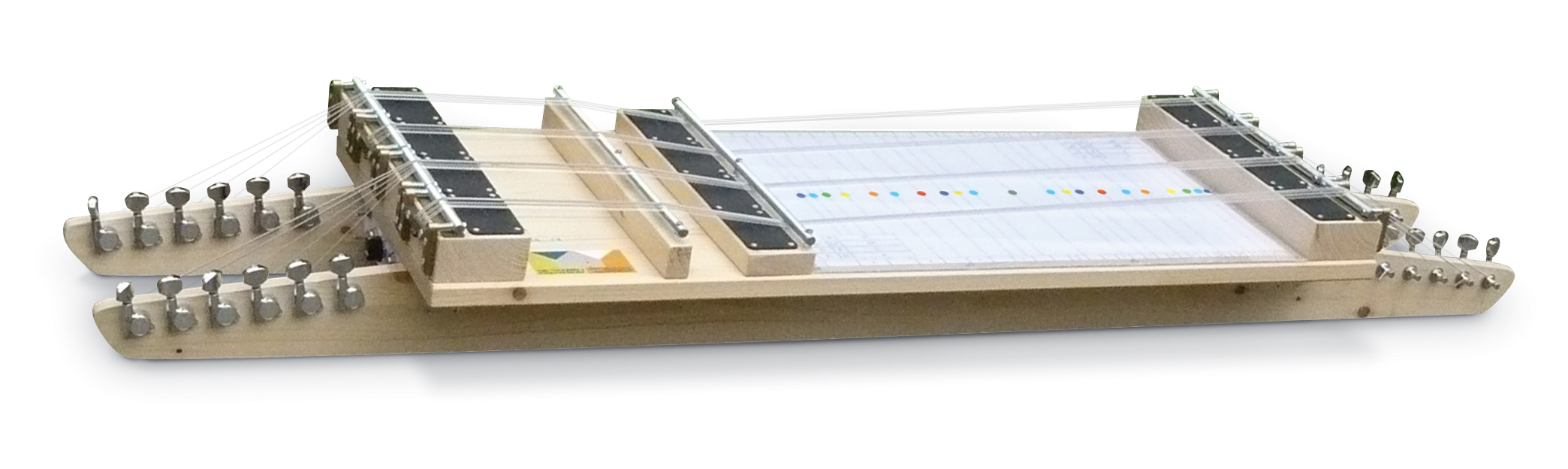
Електроцимбали

Цимба́ли — струнно-ударний музичний інструмент. Поширені цимбали в Україні, Білорусі, Молдові (Цамбал), Вірменії (сатур), Грузії (сатурі), Індії. Різновиди цимбал поширені в Польщі, Угорщині, Словаччині. Наприкінці ХІХ ст. цимбали були реконструйовані будапештським майстром В. Шундою. Вдосконалені цимбали мають 35 рядів по три та дві струни, які вистроєні в хроматичний звукоряд.

## Історія

### Назва
У давній Елладі під час свят лунав примітивний музичний інструмент у вигляді металевого таза — «кимвал», чи «цимбалум», як його пізніше назвали римляни. Згодом ця назва поширилась по усій Європі. До старої європейської літератури цимбали увійшли під назвою phsanterin. Французький вчений Мерсенн описує цимбали ще під назвою psalterium.

### Поширення
В Китаї досі існує цимбаловий інструмент цінь, де замість струн використовувалися кам'яні платівки, а згодом — дерев'яні.
Німецький учений початку XVII століття Преторіус називав цимбали «рубильними дошками» (нім. Hackbret) та вважав, що цей інструмент «властиво до музики не належить». 
1536 року Оттомар Луциній у своїй книзі «Musurgia» пише, що цимбали — «інструмент неблагородний, бо гримотить». 
В Італії цимбали охрестили «instromento di porco», тобто «свинячий інструмент».

У євреїв цимбали вживалися широко, як, наприклад, при урочистім вношенні Звитків Тори або в першу ніч Хануки. Також цей інструмент був досить розповсюдженим серед циган.

### Цимбали у слов'ян
Починаючи від XVI століття не бракує повідомлень і згадок про цимбали в писемних джерелах, а дещо згодом — в усній творчості східнослов'янських народів. При дворі московського царя Михайла Федоровича Романова грали цимбальники «Потішної палати». У «Другій книзі царств» видатного білоруського гуманіста і просвітителя Франциска Скорини читаємо: «…гудяху бо на гуслѣхъ на смыцѣхъ на цимбалѣхъ и на трубахъ и бубнѣхъ». Український лексикограф, поет і друкар Памво Беринда у своїй праці «Лексикон славеноросскій и имен толкованіє» робить спробу надати цимбалам слов'янської назви: «Бряцало — брязкальце, тоє, что брязчит, яко клепало; цитра, фестула у органов, цимбал, арф».
На ті часи цимбали вже міцно входять до українського народного інструментарію. Французький інженер і мандрівник Ґійом Левассер де Боплан у своєму «Описі України», змальовуючи селянське весілля, каже, що коли молода йде до церкви, то йдуть «поперед неї скрипка, дуда і цимбали».
|                                         |  |  |
| Ювілейна монета НБУ присвячена цимбалам |  |  |

В Україну, вважають учені, цимбали могли дістатись різними шляхами. По-перше, оскільки угорська культура свого часу мала певний вплив на культуру українського Закарпаття, цимбали могли поширитися на цій частині України власне з Угорщини. Із Закарпаття — прямий шлях через Гуцульщину, Галичину на всю Україну.
Є теж припущення, що цимбали потрапили в Україну з Білорусі, куди її ще раніше, у першій половині XIII сторіччя, могли занести німецькі співаки міннезингери, що супроводили хрестоносців у воєнних походах.
Інструмент, що поширився в Україні, попри певні індивідуальні відмінності, насамперед у кількості бунтів, способі настроювання, за своїми загальними ознаками мало чим відрізнявся від нинішніх народних цимбалів. Він має плаский, схожий на гусельний, корпус. Щоб звук із нього линув «яскравим гожим, а не закупореним, як у діжці», у верхній рівній чи опуклій деці вирізують два голосники, через які коливання повітря передасться з порожнини корпусу назовні. Раніше існував звичай через ці голосники кидати в цимбали мідні та срібні гроші, які потім музики видобували через спеціальну щілину у правому боці інструмента. Суттєві відмінності цимбалів від гуслів починаються від наявності бунтів і способу їх напинання, який зовні дуже нагадує перетин ниток на кроснах селянського ткацького верстата. Струни, спершу жильні, з часом змінилися металевими, кількість яких у хорі досягала навіть восьми, хоча найчастіше дорівнює чотирьом-п'яти.

## Опис
Складається з дерев'яного корпусу, прямокутної, частіше трапецієподібної форми з натягнутими над ним струнами. Верхня дека виробляється із ялини або смереки, нижня — із явора.
Існують такі різновиди народних цимбалів:
- бурдонові бойківські цимбали: розмір деки 35–45 см прямокутної форми, грають стоячи, тримаючи однією лівою рукою;
- гуцульські мелодійні цимбали: розмір деки 60–90 см, грають сидячи або стоячи за наявності спеціального ремня;
- подільські цимбали: розмір деки 50–60 см, подібні до гуцульських за формою деки.

Звук видобувається ударами паличок по струнах (Гуцульщина, Покуття, Тернопільщина, Наддніпрянщина), або гнучким вербовим прутиком (Бойківщина).
Репертуар: весільні марші, надобридні, полечки, гопачки, вальси, козачки, народні фокстро, гуцулки до співання, гуцулки до танцю, коломийки тощо.
В Україні, як народний інструмент відомі з XVII століття. Зафіксовано використання цимбалів у складі народних ансамблів (троїсті музики) на Гуцульщині (грають мелодію), Тернопільщині, Покутті, Наддніпрянщині (грають супровід), Бойківщині (грають бурдоновий супровід). Сучасне виробництво цимбал побутує на Гуцульщині.

## Концертні цимбали
Концертні цимбали — тип цимбалів, призначений для концертного виконання музики. Перший варіант був сконструйований у 1874 році Йозефом Шундою, музичним майстром при королівському дворі в Будапешті.
В Україні також популярний цей музичний інструмент. У 2021 році музичний гурт ZAPAL грав на цимбалах на шоу «Україна має талант».